# دور (هندسه)

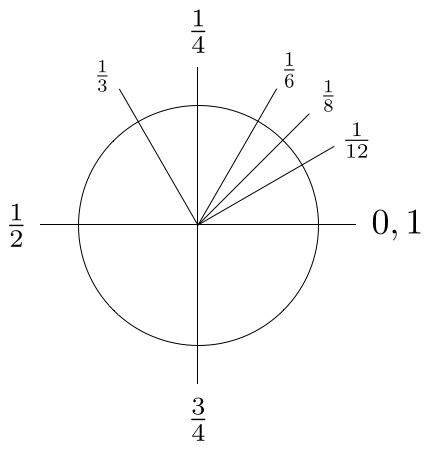
دایره فوق به طور کامل یک دور است و به قسمت‌های کوچکتر تقسیم شده

دور (به انگلیسی: turn یا revolution یا cycle یا rev)، یکی از واحدهای اندازه‌گیری زاویه و معادل با ۳۶۰ درجه یا ۲π رادیان است.
| واحد   | مقدار | مقدار  | مقدار | مقدار  | مقدار | مقدار | مقدار | مقدار |
| ------ | ----- | ------ | ----- | ------ | ----- | ----- | ----- | ----- |
| درجه   | ۰°    | ۳۰°    | ۴۵°   | ۶۰°    | ۹۰°   | ۱۸۰°  | ۲۷۰°  | ۳۶۰°  |
| رادیان | ۰     | π/۶    | π/۴   | π/۳    | π/۲   | π     | ۳π/۲  | ۲π    |
| گراد   | ۰g    | ۱۰۰/۳g | ۵۰g   | ۲۰۰/۳g | ۱۰۰g  | ۲۰۰g  | ۳۰۰g  | ۴۰۰g  |
| دور    | ۰     | ۱/۱۲   | ۱/۸   | ۱/۶    | ۱/۴   | ۱/۲   | ۳/۴   | ۱     |